# V378 Возничего
V378 Возничего (лат. V378 Aurigae) — одиночная переменная звезда в созвездии Возничего на расстоянии (вычисленном из значения параллакса) приблизительно 23017 световых лет (около 7057 парсеков) от Солнца. Видимая звёздная величина звезды — от +14,7m до +14,1m.

## Характеристики
V378 Возничего — жёлтая пульсирующая переменная звезда типа RR Лиры (RRAB) спектрального класса G. Эффективная температура — около 5879 K.